# Benny Frandsen
Benny Frandsen er en fiktiv person i filmene om Olsen-banden. Benny spilles af Morten Grunwald i den danske version. I den norske version hedder han Benny Fransen/Hansen og bliver spillet af Sverre Holm. I den svenske version hedder han Ragnar Vanheden, og bliver spillet af Ulf Brunnberg.
I filmene er han mest kendt for sit fjollede grin, sine gule strømper, den spøjse gangart, sin evne til at styre al mekanik, og ikke mindst sin brug af "dimsen", som både kan åbne døre, nulstille benzinstandere, snyde ølautomater og meget andet. Han sørger også for køretøjet; det er ham, som kører bilen, evt. stjæler et køretøj o.l. Man kan også sige, at Benny er "syndebukken" i gruppen, da alle skyder skylden på ham.
Bennys beklædning underbygger hans kejtethed: Han går i en ternet jakke, mørkebrune bukser, der sidder højt over anklerne, hvilket afslører de gule sokker. Denne beklædning ser umiddelbart useriøs ud og underbygger hans barnlige natur. Alt i alt passer denne beklædning til Benny, med det fjogede smil og akavede væsen. Han bærer en grå trilby med sort hattebånd, og en lyserød skjorte med spraglet slips til.
Benny er single i filmene, men har indtil flere kortvarige kvindelige bekendtskaber, f.eks.:
- Fotomodellen Ulla (Olsen-banden)
- Den prostituerede Susanne fra Paris (Olsen-banden over alle bjerge)
- Købmandsdatteren Ragna fra Hovedstadsområdet (Olsen-banden går amok)
- Kvinden i Spanien, spillet af Morten Grunwalds kone Lily Weiding (Olsen-bandens sidste bedrifter)

## Galleri
- Bennys "dims", der bruges i mange film til at bl.a. åbne døre og snyde ølautomater.
- Bennys hat
- Olsen-Bandens kostumer i Nordisk Films udstilling. Benny i midten.